# Dècada del 70 aC

## Esdeveniments
- Revolta d'esclaus comandada per Espàrtac (73 aC-71 aC)

## Personatges destacats
- Gneu Pompeu Magne (106 aC-48 aC), militar i home d'estat romà
- Marc Licini Cras Dives I (c. 115 aC-53 aC), general i polític romà
- Mitridates VI Eupator, rei del Pont (121 aC-63 aC)